# Олтяну Матей, Драга
Драга Олтяну Матей (рум. Draga Olteanu Matei; 24 октября 1933, Бухарест, Румыния — 18 ноября 2020) — румынская актриса театра и кино, театральный деятель.

## Биография

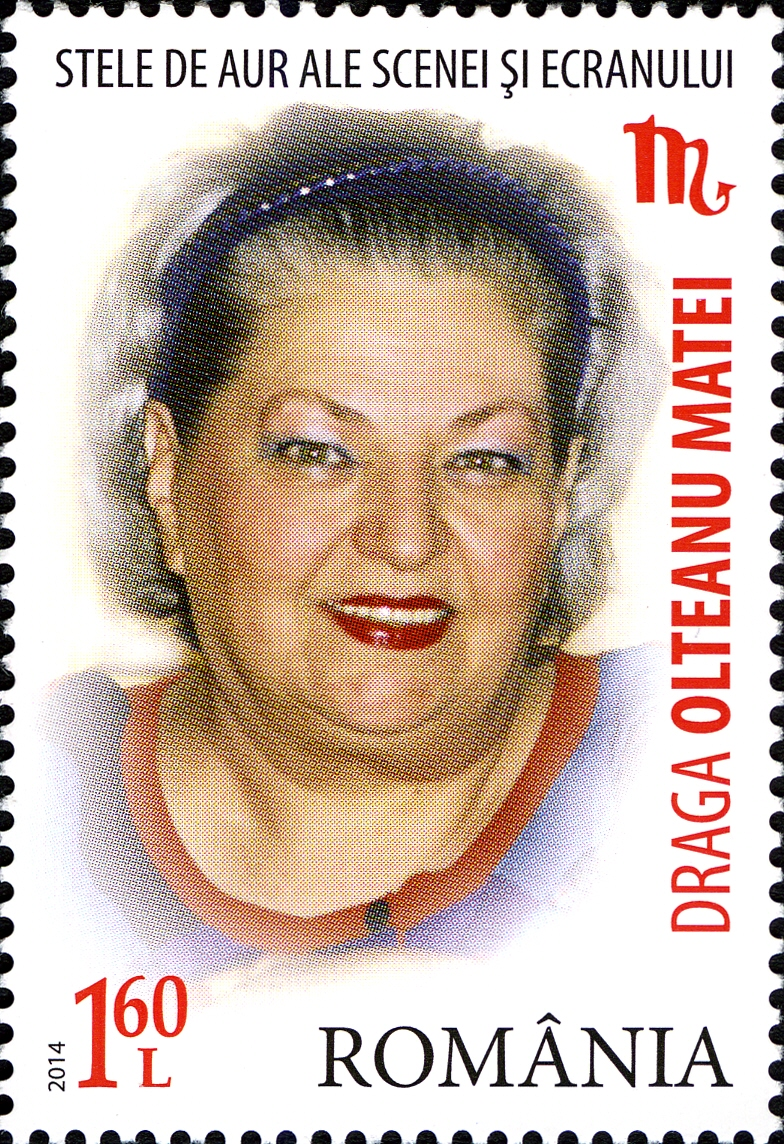
Драга Олтяну Матей на почтовой марке Румынии 2014 г.

В детстве жила в Пьятра-Нямце. В 1956 году окончила актёрский факультет Института театра и кино «И. Л. Караджале». В том же году дебютировала на театральной сцене.
Амплуа — комедийная актриса.
До 1992 года играла в Бухарестском национальном театре. Основала первый частный любительский театр в Румынии.
Сыграла более чем в 50 театральных спектаклях, 90 кинофильмах и 100 телефильмах.

## Избранная фильмография
- 1961 — Украли бомбу
- 1963 — Улыбка в разгаре лета / Un Surîs în plina vara
- 1965 — Гайдуки /Haiducii — жена Здрели
- 1966 — Голгофа / Golgota
- 1967 — Кто откроет дверь? /Cine va deschide uşa?
- 1967 — Месть гайдуков / Razbunarea haiducilor
- 1968 — Дни лета / Zile de vara
- 1972 — Взрыв / Explozia — Анжела (озвучание — Вера Енютина)
- 1972 — Свадебное танго / Astă seară dansăm în familie — вдова
- 1973 — Братья Ждер / Fraţii Jderi — цыганка-гадалка
- 1973 — Веснушчатый / Pistruiatul
- 1974 — Штефан Великий – 1475 год / Ştefan cel Mare — Vaslui 1475 — Ирина, акушерка
- 1975 — Иллюстрация с полевыми цветами / Ilustrate cu flori de câmp — Наса-акушерка
- 1975 — Осень первокурсника / Toamna bobocilor — Варвара
- 1975 — Страсть /Patima — Пауна
- 1978 — Кто же миллиардер? / Nea’ Mărin miliardar — Вета
- 1978 — Операция «Автобус» / Actiunea «Autobuzul»
- 1979 — Человек в пальто / Un om în loden
- 1980 — Янку Жиану — сборщик налогов / Iancu Jianu, zapciul
- 1984 — Пари с волшебницей / Rămășagul
- 1995 — Данила Перепеляк / Danila Prepeleac
- 1999 — Знаменитый папарацци / Faimosul paparazzo
- 2012—2013 — Дневники летних каникул (телесериал)

## Награды
- Орден Звезды Румынии 5 степени (2002, за художественную карьеру и особый талант)
- Орден Короны Румынии 2 степени (2014)
- Премия Гопо за достижения с искусстве (2010)
- Премия Excelență al Revistei VIP (2005)
- Премия UNITER за достижения с искусстве (2004)
- Премия TVR и PTWB (Prime Time World Broadcast) популярной актрисе (2003)
- Премия ACIN (1975).
- Почётный гражданин Бухареста (2001)[5].
- Звезда на Аллее Славы в Бухаресте (2011).